# 斉耀琳
斉 耀琳（せい ようりん）は清末民初の政治家。北京政府時代において地方官職を歴任した。字は震巖。弟は同じく清末民初の政治家である斉耀珊。

## 事績
1895年（光緒31年）、乙未科進士となり、翰林院庶吉士を授かった。以後、1905年（光緒31年）に安徽按察使、1909年（宣統元年）に直隷提法使を歴任する。
1911年（宣統3年）に江蘇布政使に任命されたが、直ちに河南布政使に変更された。辛亥革命勃発後の同年12月、河南巡撫に任命された。
1912年（民国元年）3月、河南都督に任命された。しかしまもなく、中央の塩務大臣に異動した。1913年（民国2年）6月、吉林省民政長に転任する。翌年7月には江蘇巡按使に任命された。袁世凱が皇帝に即位した1915年（民国4年）12月、一等伯に封じられた。
1916年（民国5年）6月、江蘇省長（巡按使から改名）に引き続き任命される。1917年（民国6年）7月、一時的ながら、江蘇督軍代理をつとめた。1920年（民国9年）9月、省長を辞職した。
これ以後の、斉耀琳の動向は不詳である。

## 注
1. ↑  徐友春主編『民国人物大辞典 増訂版』2317頁による。Who's Who in China 3rd ed.,　p.160は、1864年生まれとする。